# Stubborn Fat Protocol
Lo Stubborn Fat Protocol, o SFP (in italiano: protocollo per il grasso ostinato), è un tipo di allenamento cardiovascolare mirato alla massima riduzione del grasso corporeo, ideato dal fisiologo Lyle McDonald, noto come autore di diverse pubblicazioni dedicate al miglioramento della composizione corporea nell'ambito del bodybuilding e del fitness. Il metodo, di cui tratta nel suo libro del 2008, The Stubborn Fat Solution, coniuga sostanzialmente, in un'unica sessione di allenamento, due dei più noti protocolli cardio, rispettivamente anaerobici e aerobici, ovvero l'High Intensity Interval Training (HIIT) e lo Steady State Training (SST). Ne esistono due varianti, SFP1.0 e SFP2.0, che si distinguono leggermente per la struttura ma che condividono i principi fondamentali.

## Caratteristiche dello Stubborn Fat Protocol
Lo Stubborn Fat Protocol (SFP) è un metodo di allenamento cardiovascolare nato dall'idea del fisiologo americano Lyle McDonald, autore di diversi testi sulla nutrizione sportiva, la perdita di grasso e l'aumento della massa muscolare, meglio noto per la pubblicazione del suo primo libro The Ketogenic Diet (1998), generalmente considerato come uno dei più completi manuali mai scritti nell'ambito delle diete low carb (a basso apporto di carboidrati) per la perdita di grasso corporeo.
Il suo approccio rigorosamente scientifico e razionale, e oltre un decennio di analisi e ricerche nel campo della nutrizione e della riduzione del grasso corporeo, lo portano a pubblicare diverse opere, tra cui The Stubborn Fat Solution (2008), testo interamente dedicato ai principi fisiologici della perdita del grasso "ostinato" (cioè quello dalla difficile rimozione) e a modelli alimentari e di allenamento finalizzati a tale scopo. È in questo volume che egli descrive dettagliatamente lo Stubborn Fat Protocol, un protocollo piuttosto intenso che si caratterizza dall'unione dei due più diffusi allenamenti cardio del fitness.
Il primo, l'High Intensity Interval Training (HIIT), è il più rappresentativo dei protocolli cardio anaerobici o misti, e prevede dei picchi ad alta intensità (anaerobici), come degli sprint, in cui viene superata la soglia anaerobica. Questa fase ha una durata che può variare dai 10 a 60 secondi circa, e viene costantemente alternata a fasi aerobiche, in cui cioè l'intensità o l'andamento vengono notevolmente ridotti, al di sotto della soglia anaerobica, per consentire il recupero fisico. Questa fase, detta recupero attivo, può protrarsi per un tempo analogo o superiore di circa 2 o 3 volte rispetto allo sprint. Il recupero attivo può essere sostituito da un recupero passivo, cioè un arresto totale dell'attività, specie se lo sforzo ad alta intensità è particolarmente intenso. 
Lo Steady State Training (SST) è invece la rappresentazione più classica dell'esercizio aerobico, basata sul mantenimento dell'andamento e del battito cardiaco costanti durante l'intera seduta, e uno sforzo a bassa o a moderata intensità (al di sotto della soglia anaerobica). Questo viene spesso introdotto come uno dei principali protocolli per il dimagrimento. McDonald ha proposto la possibilità di svolgere l'esercizio con i pesi (resistance training) in alternativa all'HIIT, se questo viene organizzato con degli specifici parametri giudicati più adeguati per favorire la riduzione del grasso corporeo, come pause brevi e alte ripetizioni.
Negli ultimi decennil'esercizio anaerobico cardiovascolare (come l'HIIT) è stato studiato e rivalutato come efficace metodo per dimagrire, mostrando dei risultati molto positivi e paragonabili o superiori rispetto all'attività aerobica continuata (SST). Anche l'esercizio coi pesi ha però frequentemente mostrato un certo potenziale nella riduzione della massa grassa, motivo per cui anche questo stile di allenamento può essere introdotto nel SFP per massimizzare la perdita di grasso corporeo. Le motivazioni dell'efficacia delle attività anaerobiche per il dimagrimento sarebbero in parte da ritrovare nella maggiore stimolazione di alcune molecole - ormoni e neurotrasmettitori - responsabili del forte stimolo alla lipolisi, cioè il processo metabolico di mobilizzazione dei grassi depositati. Tali molecole sono principalmente le catecolammine (adrenalina e noradrenalina) e la somatotropina (GH), le quali rispondono in maniera proporzionale all'intensità dell'esercizio, e quindi vengono secrete in misura maggiore in risposta all'esercizio di tipo anaerobico, come l'HIIT o i pesi. La ricerca ha anche trovato dei risultati positivi dall'unione dei protocolli anaerobici, come l'esercizio coi pesi, e l'esercizio aerobico, che mistra spesso un maggiore dimagrimento rispetto a quanto viene favorito dalla sola attività aerobica.
L'idea di McDonald è stata quella di combinare i due principali metodi cardiofitness per ridurre i depositi di grasso "ostinato" sfruttandone i diversi e complementari meccanismi d'azione per potenziarne l'effetto. L'esercizio anaerobico ad alta intensità libera una maggiore quantità di catecolammine e GH, cioè le molecole più coinvolte nei processi di lipolisi; mentre l'esercizio aerobico permette di ossidare i grassi a un alto tasso durante l'esercizio, un evento che viene ulteriormente esaltato se preceduto da un'attività anaerobica. Secondo le indicazioni dell'autore, l'esercizio ad alta intensità riesce ad annullare l'effetto inibitorio verso la lipolisi esercitato dagli α-2 adrenorecettori, la breve pausa (prevista tra il termine del primo e l'inizio del secondo protocollo) riesce a dare agli acidi grassi il tempo di diffondersi nel torrente circolatorio, e il cardio steady state provvede a ossidarli. A questo meccanismo si aggiunge l'EPOC, cioè quel fenomeno metabolico che si verifica a seguito dell'attività fisica, e che denota un aumento del metabolismo e del dispendio di grassi per diverse ore dal termine della stessa. È stato stabilito che l'EPOC, acronimo inglese che sta per consumo di ossigeno in eccesso post-allenamento, sia stimolato a un tasso maggiore a seguito dell'attività anaerobica, il che conferisce a questo tipo di esercizio la proprietà di ossidare più grassi a riposo nelle ore successive al termine dell'attività rispetto all'attività aerobica. Per di più, coniugando attività aerobica e anaerobica in un'unica sessione, l'EPOC riesce ad essere ulteriormente esaltato se paragonato alle rispettive attività svolte singolarmente. Questo può indicare un ulteriore vantaggio in termini di dimagrimento secondo quanto previsto dallo Stubborn Fat Protocol, riuscendo in questo modo a sfruttare il massimo della spesa lipidica indotta dall'esercizio durante e dopo il termine dell'attività. Questo protocollo è stato in realtà pensato per intaccare nello specifico i depositi di grasso più difficili da mobilizzare, come la bassa schiena e il basso addome per gli uomini, o le cosce e i glutei per le donne.

### Stubborn Fat Protocol 1.0 originale
Il primo tipo di Stubborn Fat Protocol (SFP) combinava l'HIIT e il classico Steady State Training (SST) in un'unica seduta di allenamento, aggiungendo all'esercizio delle precise indicazioni sugli orari in cui praticarlo, e sull'assunzione di cibo e di supplementi dietetici.
McDonald spiega che il motivo di questa organizzazione è dato dal fatto che l'esercizio cardiovascolare ad alta intensità, eseguito al di sopra della soglia anaerobica (HIIT), è in grado di sopraffare la resistenza lipolitica (mobilizzazione di grasso) del grasso ostinato grazie alla marcata stimolazione ormonale. Tuttavia, alti livelli ematici di acido lattico provocati dall'esercizio ad alta intensità hanno anche l'effetto di bloccare momentaneamente il grasso negli adipociti, per tanto il grasso non viene bene ossidato durante questo tipo di allenamento. Superata la soglia anaerobica infatti i carboidrati diventano praticamente l'unico substrato energetico utilizzato per sostenere lo sforzo a scapito dei lipidi. È solo al termine dell'esercizio ad alta intensità che avviene un grande rilascio di acidi grassi per diverse ore, motivo per cui svariate ricerche hanno dimostrato che anche l'esercizio ad alta intensità sia in grado di ridurre la massa grassa in maniera paragonabile o superiore alla normale attività aerobica a frequenza costante (steady state). Sulla base di questi principi, McDonald ha proposto un breve riposo di 5 minuti al termine dell'allenamento HIIT, per liberare nel torrente ematico i lipidi che erano stati mobilizzati grazie allo stimolo ormonale del protocollo anaerobico, e che verranno poi ossidati mediante l'attività aerobica eseguita vicino alla soglia anaerobica, dove verrebbe massimizzata l'ossidazione dei grassi.
Oltre allo specifico protocollo di allenamento, McDonald forniva ulteriori indicazioni relative agli orari, ai pasti e ai supplementi dietetici da assumere. Egli suggeriva di svolgere l'SFP 1.0 a digiuno per fare in modo che i livelli di insulina rimanessero bassi; una metodica che caratterizza la discussa teoria dell'esercizio fisico a digiuno per massimizzare il dimagrimento. Questo perché l'insulina, il cui stimolo maggiore è dato prevalentemente dall'ingestione di carboidrati, è nota per essere l'ormone che blocca l'ossidazione dei grassi sia a riposo che durante l'attività aerobica (specie a basse intensità). Per tanto saltare il pasto di prima mattina sarebbe servito ad evitare l'effetto anti-lipolitico dell'insulina favorendo la mobilizzazione dei grassi depositati. Inoltre, 30 minuti prima dell'inizio dell'esercizio, veniva indicata l'assunzione di alcuni supplementi che favoriscono ulteriormente l'attività endocrina e metabolica relativa alla mobilizzazione dei grassi. Si tratta di caffeina, yohimbina e tirosina. Questo era essenzialmente il primo modello di quello che McDonald ha battezzato Stubborn Fat Protocol 1.0.
Indicazioni per l'originale Stubborn Fat Protocol 1.0:
- Svolgere l'esercizio di prima mattina in stato di digiuno.
- 30 min. prima dell'esercizio consumare 200 mg di caffeina, 0.2 mg/kg di yohimbina, e 1-3 gr di tirosina.
- Svolgere 5-10 min di riscaldamento.
- Svolgere 10 min di HIIT, preferibilmente con 30" di sprint e 30" di intervallo per 10 volte, oppure 60" di sprint e 60" di intervallo per 5 volte. McDonald consiglia di scegliere una macchina cardio che non si è abituati a usare, questo per aumentare i livelli di catecolammine.
- Al termine dei 10 min risposare 5 min per permettere agli acidi grassi di essere rilasciati nel torrente ematico.
- Svolgere dai 20 ai 40 min di attività aerobica vicino alla soglia anaerobica per massimizzare la spesa lipidica.
- Aspettare un'ora prima di mangiare dal termine dell'allenamento.

### Stubborn Fat Protocol 1.0 nuovo e migliorato
In seguito McDonald rielaborò lo Stubborn Fat Protocol 1.0 con l'idea di migliorarlo. Il fisiologo successivamente sosteneva che anche il solo riscaldamento a bassa intensità potesse essere in grado di ridurre i livelli di insulina, sostenendo quindi che lo stato di digiuno non fosse necessario, e che comunque il protocollo aveva funzionato anche su soggetti che l'avevano testato a stomaco pieno. Quindi nella nuova rappresentazione del SFP1.0 è stata esclusa la necessità di svolgere il protocollo a digiuno. La nuova scelta di McDonald effettivamente trovava un senso, in quanto la pratica dell'esercizio a digiuno per ottenere un maggiore dimagrimento è stata negli ultimi anni fortemente dibattuta anche nel mondo scientifico, ed effettivamente ad oggi non esistono prove empiriche dirette in grado di confermarne l'efficacia. Ad ogni modo, il nuovo SFP1.0 prevedeva ulteriori differenze. McDonald notò che la yohimbina prima dell'esercizio ad alta intensità aveva provocato ad alcuni soggetti una sensazione sgradevole, quindi ne suggerì in alternativa l'assunzione durante la pausa di 5 minuti tra il termine del HIIT e l'inizio del SST. Comunque, notando che l'SFP1.0 dava risultati anche senza l'assunzione dei supplementi consigliati, ora questi erano considerati opzionali.
Anche la durata degli sprint durante l'HIIT è stata rivalutata. Da una parte, sprint di maggiore durata riescono a depletare più glicogeno e a provocare un maggiore impatto metabolico. Come punto sfavorevole, questi tendono a risultare troppo duri con recuperi così brevi, ed elevano troppo i livelli di lattato, interferendo potenzialmente con il rilascio di acidi grassi una volta terminati. In base ai suoi test su diversi soggetti, egli notò che sprint di inferiore durata, come 15 secondi x 15 volte, intervallati da 45 secondi di recupero, avevano effettivamente fornito la stessa risposta ormonale senza provocare un'eccessiva fatica o un eccessivo accumulo di acido lattico.
In sostituzione al HIIT è stato proposto l'esercizio coi pesi (resistance training), una metodica dopotutto strutturata in maniera simile data la natura anaerobica lattacida ad intervalli. Poiché svariate ricerche hanno rilevato che l'esercizio coi pesi sia in grado di generare uno stimolo lipolitico, nonché un'effettiva riduzione della massa grassa, McDonald ha ammesso che il suo protocollo potesse prevedere questa strategia di allenamento in alternativa al HIIT, a patto che fosse strutturato in maniera tale da enfatizzare i processi lipolitici, prevedendo quindi dei parametri di allenamento con alte ripetizioni e pause brevi. Secondo le indicazioni del fisiologo, l'esercizio coi pesi dovrebbe trovare una durata di circa 20 minuti, cioè circa il doppio del HIIT.
Anche l'intensità dello steady state training è stata ridiscussa. Secondo l'autore, l'ossidazione dei grassi è massimizzata vicino alla soglia anaerobica, ma questo livello di intensità tende ad essere troppo elevato per la maggioranza dei soggetti. McDonald osserva che tale livello possa rivelarsi troppo faticoso, causa di un eccessivo reclutamento delle fibre rapide, e una maggiore perdita potenziale di massa muscolare. A questo punto è stata proposta un'intensità pari ai 130-140 bpm, che potrebbero equivalere indicativamente al 60-70% della frequenza cardiaca massima (FCmax o HRmax).
L'ultima modifica del SFP1.0 riguarda l'eliminazione della regola che imponeva di assumere del cibo appena dopo un'ora dal termine dell'attività fisica. Questa indicazione era stata fondata sull'idea che la massima perdita di grasso sarebbe avvenuta permettendo al corpo di bruciare l'eccesso di acidi grassi durante il periodo post-allenamento, una fase conosciuta come EPOC, che segna un aumento del ritmo metabolico rispetto ai valori basali, e in cui ha luogo un aumento del dispendio dei grassi a riposo a scapito del carboidrati per diverse ore. McDonald intendeva far evitare al soggetto di elevare l'insulina indotta dall'assunzione di cibo, la quale avrebbe provocato l'inibizione dei processi di ossidazione dei lipidi, e la riesterificazione e il rideposito degli acidi grassi liberati. Tuttavia, egli ha successivamente puntualizzato che non ci sarebbe stato motivo di aspettare un'ora prima di assumere del cibo. Questa nuova indicazione era basata su diverse evidenze scientifiche che hanno effettivamente dimostrato come nella fase successiva all'allenamento ad alta intensità (EPOC), anche con l'aumento dell'insulina da parte dei carboidrati (o di pasti misti) il corpo continua ad impiegare grassi come combustibile preferenziale, processo che invece viene inibito in condizioni normali. Egli ora sosteneva la possibilità di consumare un pasto misto contenente anche carboidrati, oppure un pasto puramente proteico.
Indicazioni per il nuovo Stubborn Fat Protocol 1.0:
- Possibilità di svolgere il protocollo in qualsiasi momento della giornata, preferibilmente 3 o più ore dopo l'ultimo pasto.
- 30 min. prima dell'esercizio è possibile assumere 100–200 mg di caffeina, 0.2 mg/kg di yohimbina, e 1-3 gr di tirosina. Tutti questi supplementi sono opzionali.
- Svolgere 5-10 min di riscaldamento.
- Svolgere 10 min di HIIT, oppure 20 min di esercizio coi pesi ad alte ripetizioni e pause brevi (come il cricuit training). Nel HIIT è possibile scegliere fasi di durata variabile, come 10 sprint da 15" ad intensità quasi massimale alternati a pause da 45", oppure 5 sprint da 60" ad intensità leggermente inferiore alternati a pause da 60". Anche in questo caso di consiglia di scegliere una macchina cardio che non si è abituati a usare, per aumentare i livelli di catecolammine.
- Al termine dei 10 min riposare 5 min per permettere agli acidi grassi di essere rilasciati nel torrente ematico.
- Svolgere dai 20 ai 40 min di attività aerobica ad intensità moderata. Questa dovrebbe essere svolta su una macchina cardio usata abitualmente, in quanto permetterebbe di bruciare gran parte delle calorie in questo modo dal momento che è possibile fare più lavoro a parità di intensità.
- Possibile mangiare nell'immediato post-allenamento.

### Stubborn Fat Protocol 2.0
Lo Stubborn Fat Protocol 2.0 venne concepito da McDonald nel 2007 con l'intento di perfezionare ulteriormente il precedente protocollo. La sua idea era quella di enfatizzare maggiormente la mobilizzazione e l'ossidazione del grasso, quindi decise di marcare il principio di mobilizzazione del grasso mediante l'HIIT e della massima ossidazione lipidica mediante l'SST, producendo però benefici aggiuntivi riproponendo nuovamente l'HIIT per una seconda volta nell'ultima parte del protocollo. Tutto questo però doveva essere organizzato evitando di renderlo troppo duro per la persona. In base all'ipotesi che l'esecuzione dello Steady State dopo l'HIIT potesse avere l'effetto di attenuare il dispendio calorico e lipidico indotto dal secondo, l'SFT2.0 prevedeva ora che l'HIIT venisse eseguito per metà prima dello Steady State e per metà a seguito. Quindi il nuovo protocollo ora consisteva in:
1. riscaldamento
2. HIIT da 5 minuti
3. pausa totale da 5 minuti
4. steady state training da 20-40 minuti
5. HIIT da 5 minuti
6. breve defaticamento[1].

A questa nuova serie di passaggi, McDonald aggiunge delle modifiche nella durata e nell'intensità degli sprint nei due protocolli HIIT. Per accentuare la risposta ormonale, egli imposta il primo HIIT con sprint di durata inferiore per poter raggiungere intensità massimali, al fine di ottenere la maggiore liberazione delle catecolammine (adrenalina e noradrenalina). Inoltre, sprint più brevi impediscono all'atleta di esaurirsi sia in termini globali, si in vista del successivo SST. Secondo il fisiologo, evitando elevati picchi di lattato si dovrebbe attenuare l'effetto inibitore nella mobilizzazione dei grassi dall'adipocita indotto dalla molecola. Questa teoria era basata sui risultati di uno studio in cui risultava che sprint di durata inferiore avevano un maggiore impatto sulla lipolisi durante l'esercizio portando nel contempo ad una minore insorgenza della fatica.
Per quanto riguarda la fase steady state, McDonald sostiene che l'intensità ideale sarebbe stata vicino alla soglia anaerobica per massimizzare la spesa lipidica, ma poiché per gran parte delle persone questo livello di intensità risulta troppo elevato a seguito di una sessione HIIT, ha suggerito di mantenerla moderata, in linea con le indicazioni relative al precedente SFP1.0. Anche se nel testo egli sostiene che la massima ossidazione lipidica avviene ad intensità vicine alla soglia anaerobica, questo in realtà non sembra essere il caso, poiché la ricerca ha ampiamente stabilito che l'intensità in cui viene riconosciuta la zona lipolitica si colloca attorno a valori moderati o intermedi, mentre in prossimità della soglia anaerobica l'ossidazione lipidica viene ridotta.
Nuove indicazioni vengono date anche per l'HIIT finale a seguito dello steady state. Mentre l'HIIT iniziale (prima del SST) prevede sprint di durata inferiore e alla massima intensità, McDonald sostiene che la breve durata porta ad un inferiore impatto metabolico e un'inferiore deplezione di glicogeno rispetto a sprint più lunghi. La massima deplezione del glicogeno è però un importante obiettivo del protocollo, dal momento che più questo viene esaurito, e più verrà enfatizzato il dispendio di grassi. Quindi sprint di durata superiore (ad intensità leggermente inferiore) avranno un impatto metabolico globale generalmente superiore, enfatizzando anche l'EPOC.
Indicazioni lo Stubborn Fat Protocol 2.0:
- Possibilità di svolgere il protocollo in qualsiasi momento della giornata, preferibilmente 3 o più ore dopo l'ultimo pasto.
- 30 min. prima dell'esercizio è possibile assumere 100–200 mg di caffeina, 0.2 mg/kg di yohimbina, e 1-3 gr di tirosina. Tutti questi supplementi sono opzionali.
- Svolgere 5-10 min di riscaldamento.
- Svolgere 5 min di HIIT con sprint brevi e intensi: 10-15" ad intensità massimale alternati ad un recupero attivo da 45-50" a bassissima intensità. Anche in questo caso di consiglia di scegliere una macchina cardio che non si è abituati a usare, per aumentare i livelli di catecolammine. Se si è dotati di una grande capacità di lavoro e recupero, è possibile aumentare la durata del HIIT portandola a 10 minuti.
- Al termine dei 10 min risposare 5 min per permettere agli acidi grassi di essere rilasciati nel torrente ematico.
- Svolgere dai 20 ai 40 min di attività aerobica ad intensità bassa-moderata. Questa dovrebbe essere svolta su una macchina cardio usata abitualmente, in quanto permetterebbe di bruciare gran parte delle calorie in questo modo dal momento che è possibile fare più lavoro a parità di intensità.
- Svolgere 5 min di HIIT con sprint di durata maggiore e ad intensità inferiore. Ad esempio 30" ad intensità sottomassimale alternati ad un recupero da 30". Oppure sprint da 60" e recuperi da 60". Questo può essere svolto su una macchina cardio a scelta.
- 3-5 minuti di defaticamento.
- Possibile mangiare nell'immediato post-allenamento, o al massimo assumere uno frullato proteico se non si ha fame.

### Ulteriori indicazioni

#### Cardio e intensità
Durante i protocolli cardio (HIIT e SST) viene indicata la scelta dell'intensità sulla base della percezione soggettiva dello sforzo individuata mediante la scala RPE (o Scala di Borg). La scala RPE (Rate of Perceived Exertion) è una linea guida per risalire indicativamente all'intensità dell'esercizio senza metodi di misurazione, ma rilevando la sola percezione soggettiva dello sforzo fisico. La ricerca ha dimostrato che l'utilizzo della scala RPE possa essere uno strumento attendibile per misurare l'intensità senza necessariamente rilevare i battiti cardiaci. Essa viene normalmente composta da 15 numeri da 6 a 20 ai quali è correlato un rispettivo livello di fatica. Per facilitarne l'utilizzo, McDonald ha corretto la scala RPE riadattandola secondo una scala di valori da 1 a 10. Ciò può essere problematico se il soggetto è abituato a valutare la scala RPE sulla base dei punteggi previsti nella versione originale (da 6 a 20), tuttavia non risulta difficile convertire i valori dettati dall'autore estrapolandone la relative intensità nella scala originale. Comunque, se il praticante dispone di metodi più precisi per stabilire l'intensità, può essere suggeribile attenersi a questi dati, anche in concomitanza con l'uso della scala RPE, per poter raggiungere il livello adeguato secondo quanto previsto dal protocollo.

#### High Intensity Interval Training (HIIT)
Durante l'esecuzione del HIIT, viene data una possibilità di scelta relativamente ampia nella durata delle fasi ad alta (sprint) e a bassa (recupero attivo) intensità. L'autore precisa che sprint di maggiore durata esauriscono più glicogeno e tendono a causare un maggiore stress metabolico. Tuttavia questi risultano anche molto duri e causano un grande accumulo di lattato, interferendo potenzialmente con il rilascio di acidi grassi che avviene al termine del HIIT. Se sprint di maggiore durata risultano troppo intensi, è possibile ridurne la durata, riducendo nel contempo anche la fase di recupero. Effettivamente sembra che questa modalità consenta di provocare la stessa risposta ormonale senza però generare troppo affaticamento e un eccessivo accumulo di lattato.
Nel contesto del SFP2.0, McDonald fornisce delle indicazioni più specifiche sulla durata dello sprint e del recupero attivo (o passivo se si desidera). Egli sostiene che sprint più brevi, e quindi più intensi, riescano a provocare una maggiore risposta ormonale, liberando una quantità di catecolammine superiore. Inoltre, sprint più brevi, connessi con intensità di picco maggiori, permettono all'atleta di non esaurirsi in vista del successivo steady state. Evitando elevati picchi di lattato, si attenuerebbe l'impatto negativo sull'intrappolamento degli acidi grassi negli adipociti. Pertanto, questa modalità andrebbe prevista nel primo HIIT all'inizio del protocollo. La durata degli sprint ammonterebbe a 10-15 secondi, mentre le pause arrivano a 45-50 secondi. L'intensità indicata nel HIIT iniziale raggiunge valori massimali o vicini al massimale, cioè con un punteggio di 9-10 sulla scala RPE (corretta dall'autore). Questi livelli tradotti nel punteggio della scala originale equivalgono al 19-20, definibile come uno sforzo "estremamente duro/massimale". Prevedibilmente, la percentuale del FCmax è relativa al 90% o superiore, che secondo una stima approssimativa (100% FCmax=220-età), potrebbe raggiungere livelli di 180-190 bpm per un soggetto di 20 anni, o 170-180 bpm per una persona di 30 anni. Questa intensità è altamente sconsigliata per persone poco o moderatamente allenate, anziani, decondizionati o con problemi fisici.
Nel HIIT finale egli indica al contrario sprint di maggiore durata e intensità inferiore, che hanno dimostrato di creare un maggiore impatto metabolico e un maggiore esaurimento del glicogeno. Dal momento che la deplezione del glicogeno aumenta l'ossidazione totale di grassi, questo indurrebbe un effetto favorevole nella fase post-allenamento (EPOC). In questo caso vengono suggeriti sprint di 30-60 secondi alternati a recuperi di 30-60 secondi. L'intensità indicata nel HIIT finale raggiunge valori di 7-8 sulla scala RPE (corretta dall'autore), che sul punteggio della scala originale equivale a 17-18, cioè uno sforzo "molto duro". La percentuale del FCmax in questo caso potrebbe equivalere all'85-90%, indicativamente a 170-180 bpm per un soggetto di 20 anni, o 160-170 bpm per una persona di 30 anni.
Riguardo alla durata o al volume del HIIT del SFP1.0, vengono normalmente prescritti 10 minuti totali, una tempistica dopotutto piuttosto ridotta rispetto alla durata media dei protocolli HIIT, la cui brevità è però compensata da intensità piuttosto elevate, con valori molto vicini alla capacità massimale (anche al 95% FCmax). Il volume totale delle stazioni HIIT nel SFP2.0 viene dimezzata rispetto al SFP1.0, semplicemente perché ne vengono previste due fasi differenti da 5 minuti all'inizio e alla fine del protocollo, risultando infine in una durata complessiva delle stazioni anaerobiche analoga. L'autore offre ai soggetti allenati la possibilità di prolungare le fasi HIIT fino a 10 minuti (soprattutto in quello finale, meno intenso), ma le sconsiglia vivamente, sostenendo che tutti dovrebbero dapprima iniziare con una durata di 5 minuti.

#### Steady State Training (SST)
Secondo le indicazioni del fisiologo, l'attività aerobica durante lo steady state dovrebbe mantenersi su un punteggio di 3-4, cioè uno sforzo "leggero/moderato". Nella scala RPE originale da 6 a 20, questo valore equivale ad un punteggio di 13-14, che potrebbe essere riconosciuto indicativamente come un livello di intensità relativo al 70-75% sul VO2max o sul FCmax (i principali parametri per misurare l'intensità effettiva nell'esercizio cardio). Un'ulteriore indicazione fornita dall'autore per individuare l'intensità è quella di mantenere il battito cardiaco a 130-140 bpm, che secondo una stima approssimativa (100% FCmax=220-età) potrebbero ammontare a circa il 65-70% FCmax per una persona di 20 anni, o il 70-75% per una persona di 30 anni.
Nella versione originale del SFP1.0 McDonald prescriveva intensità vicine alla soglia anaerobica, sostenendo fossero più indicate per ossidare una maggiore quantità di grassi. La logica infatti consisterebbe nel mantenere l'intensità dello steady state al livello in cui l'ossidazione di grassi viene massimizzata, un punto che viene riconosciuto come zona lipolitica. Tuttavia, egli sembra aver fornito un dato inesatto, poiché la ricerca ha chiaramente stabilito che la zona lipolitica, sebbene variabile e individuale, viene normalmente raggiunta in un range di intensità per definizione moderato o intermedio, e non vicino alla soglia anaerobica. L'intensità mantenuta vicino alla soglia anaerobica impone una netta riduzione dell'ossidazione lipidica a favore dell'impiego del glucidi. Nella versione migliorata del SFP1.0 e nel SFP2.0, l'autore suggerisce che, nonostante a suo dire intensità vicine alla soglia anaerobica riescano a massimizzare la spesa lipidica, queste risultano effettivamente troppo dure da mantenere durante lo steady state, proponendone quindi una riduzione portandola all'interno di range più moderati. Pertanto, riducendo l'intensità del SST, McDonald ha corretto questo aspetto, determinandone più probabilmente lo svolgimento nell'effettiva zona lipolitica.
Il volume dello steady state può variare da una durata minima di 20 minuti, ad una massima di 40 minuti. La durata minima è giustificata dal fatto che l'SST è un protocollo adatto per lunghe distanze (o lunghi periodi), e, almeno in condizioni normali, l'ossidazione di grassi non diventa rilevante se non a partire da circa i 20 minuti minimi di attività, cioè la tempistica in cui avviene la transizione dai processi aerobici glicolitici (impiego prevalente di glicogeno) all'attivazione dei processi aerobici lipolitici (impiego importante di grassi). La durata massima limitata a soli 40 minuti è invece giustificata dal fatto che l'SFP è un programma particolarmente intenso, pertanto prolungare eccessivamente la fase steady state potrebbe rivelarsi una scelta controproducente, aumentando il rischio di sovrallenamento e di catabolismo muscolare. Sono numerose le ricerche che hanno chiaramente stabilito come un periodo di allenamento aerobico sul lungo termine possa portare ad un'importante riduzione della massa muscolare. Inoltre, l'allenamento aerobico cronico può avere l'effetto di portare le fibre 2b ad assumere delle caratteristiche delle fibre tipo 2a e tipo 1. Quindi le fibre di tipo 2a e 2b (cioè le fibre adatte per la forza e la potenza, e le più ipertrofizzabili) tendono ad acquisire le caratteristiche tipiche delle fibre di tipo 1 (cioè le fibre adatte a sforzi lunghi e poco intensi). Il volume del SST viene comunque modulato anche in base al grado di allenamento del soggetto, all'intensità e il volume della prestazione anaerobica (pesi o HIIT), e all'eventuale svolgimento di una doppia seduta giornaliera.

#### La scelta delle macchine cardio
McDonald suggerisce anche di scegliere dei macchinari cardiovascolari specifici nelle diverse fasi del SFP. Durante l'HIIT egli suggerisce di scegliere una macchina cardio che l'atleta non è abituato a usare. Questo avrebbe il fine di aumentare i livelli di catecolammine, le quali enfatizzerebbero lo stimolo lipolitico. Questa indicazione vale per l'SFP1.0 e per l'HIIT iniziale nel SFP2.0. Mentre per svolgere il secondo HIIT previsto nel SFP2.0 viene indicato un macchinario a scelta. Per quanto riguarda la fase aerobica in Steady State, questa dovrebbe essere svolta su una macchina cardio usata abitualmente, in quanto secondo le sue indicazioni, ciò permetterebbe di spendere più calorie rendendo possibile fare più lavoro a parità di intensità. Comunque, McDonald precisa che non ci sia l'assoluta necessità di rispettare queste modifiche, e che tutte le fasi potrebbero comunque essere eseguite sullo stesso macchinario. Infine, egli sconsiglia il treadmill (tapis roulant) per i soggetti non allenati durante l'HIIT (specialmente se prevede picchi molto intensi), in quanto possibile causa di problemi articolari per le persone sovrappeso o per i soggetti con una forma di deambulazione poco idonea, suggerendo piuttosto dei macchinari che, pur permettendo di raggiungere alte intensità di picco, non creano un grande impatto articolare. È tuttavia necessario fare presente a questo proposito che diverse ricerche hanno rilevato come, a parità di intensità, il treadmill consenta un'ossidazione di lipidi notevolmente maggiore rispetto alla ciclette (o cicloergometro), arrivando anche ad una differenza del 28% maggiore. Questo vantaggio è probabilmente dovuto al fatto che i macchinari che impongono la mobilizzazione di tutto il corpo e il carico antigravitario permettono un maggiore coinvolgimento muscolare e un maggiore consumo calorico e di ossigeno. Poiché l'obiettivo del SFP è quello di massimizzare la spesa lipidica e il dimagrimento, sulla base di questi dati è possibile suggerire, se il soggetto è idoneo, l'uso di macchinari con tali caratteristiche funzionali piuttosto che il cicloergometro, il cui impatto metabolico, ormonale e lipolitico risulta significativamente inferiore.

#### Allenamento con sovraccarichi
McDonald offre la possibilità di introdurre l'allenamento coi pesi "metabolico" (metabolic weight training o metabolic resistance training) in alternativa al HIIT. Il termine "metabolico" usato nel contesto dell'esercizio coi pesi definisce uno stile che prevede il coinvolgimento di più gruppi muscolari, una particolare enfatizzazione dello stimolo sui gruppi muscolari grandi, allenamenti in modalità total body (tutto il corpo in un'unica seduta), alte ripetizioni, e pause brevi. Il motivo di questa possibilità è dato dal fatto che l'impatto metabolico e ormonale di questo tipo di allenamento risulta molto più elevato del normale, presentandosi simile a quello creato dallo stesso HIIT. L'autore cita studi degli anni ottanta che mostrarono come questo stile fosse in grado di mobilizzare gli acidi grassi. Negli ultimi anni sono stati effettivamente proposti da diversi professionisti alcuni metodi allenamento coi pesi formulati con l'obiettivo specifico di ridurre il grasso corporeo, tra cui il German Body Composition (GBC) di Charles Poliquin, il Metabolic Resistance Training (MRT) di Brad Schoenfeld, il Tabata training nella variante riadattata ai pesi, e alcuni altri, i quali normalmente hanno in comune la struttura tipica del circuit training, cioè un allenamento coi pesi con alte ripetizioni, basse intensità (40-60% 1-RM) e pause brevi. Con questa modifica, l'SFP rientra nella definizione di concurrent training, termine usato in ambito scientifico per definire i protocolli che uniscono un'unica sessione di allenamento una fase dedicata ai pesi e una dedicata all'aerobica.
La durata o il volume dell'esercizio coi pesi normalmente si distingue da quello del HIIT, anche se questi parametri subiscono una variazione in base alla specifica tipologia di SFP. Nel SFP1.0 il volume e la durata vengono raddoppiati rispetto alla prestazione HIIT, arrivando a circa 20 minuti totali. Egli propone in questo caso un time under tension (TUT, cioè la durata della serie) da 15 secondi alternato da brevi tempi di recupero per tutta la durata dell'allenamento. Comunque, in alternativa l'autore sostiene che il TUT possa essere protratto anche fino a 45-60 secondi con tempi di recupero ugualmente brevi per portare benefici analoghi. Questo potrebbe significare 12-15 ripetizioni (oppure un andamento lento) con 30-60 secondi di recupero. I 5 minuti di pausa tra il termine dell'esercizio all'inizio dello steady state training rimangono un principio da rispettare.
Per quanto riguarda il SFP2.0, in cui vengono previste due prestazioni anaerobiche, rispettivamente all'inizio e alla fine del protocollo, l'autore propone la scelta di sostituire uno o entrambi gli HIIT con l'esercizio coi pesi metabolico. Nel primo dei due egli invita a mantenere un TUT breve e altrettanto brevi tempi di recupero. Viene esposto l'esempio del Tabata training con sovraccarichi, che si contraddistingue da 8 serie totali da 20 secondi interrotte da 10 secondi di recupero, per una durata totale di 4 minuti. Mentre nel secondo e ultimo dei due allenamenti coi pesi, il time under tension viene prolungato a 30-60 secondi, alternato a tempi di recupero di 30-60 secondi. McDonald comunque ribadisce che non ci sia la necessità di usare l'esercizio coi pesi sia prima che dopo lo steady state. Si potrebbe inotrodurre l'HIIT per primo e il resistance training per ultimo tra gli esercizi anaerobici o viceversa.

#### SFP in un programma con i pesi
L'SFP può essere integrato ad un programma di allenamento con i pesi. Esso infatti viene proposto come protocollo per la definizione o il dimagrimento estremo dei culturisti. Nel caso il protocollo venga introdotto in un programma di bodybuilding, McDonald tiene a suggerire vivamente di praticare l'SFP nelle stesse giornate in cui si allenano le gambe, in modo da permettere a questa parte corporea più giorni di recupero. Se l'SFP viene svolto per due volte a settimana, le gambe dovrebbero essere allenate nelle stesse giornate così da riposare 5 giorni. In tal caso, dovrebbero essere lasciate almeno 4-6 ore di distanza tra l'SFP e i pesi, eseguendo il primo allenamento di mattina o a pranzo, e il secondo allenamento di sera. Dal momento che l'allenamento per due volte al giorno (bigiornaliero) non è possibile per tutti, l'autore propone l'alternativa di svolgere l'SFP1.0 subito dopo l'esercizio coi pesi, e questo dovrebbe essere dedicato alle gambe. In questo modo, dato che, come era stato menzionato, l'esercizio coi pesi può andare a sostituire l'HIIT all'interno del protocollo, potrebbe essere effettuato un allenamento coi pesi "metabolico" per le gambe contando come la parte anaerobica del SFP1.0. In questo modo l'SFP1.0 si presenterebbe come un concurrent training, all'interno del quale viene tipicamente prevista una parte dedicata all'esercizio coi pesi (in questo caso metabolico), e una dedicata all'aerobica steady state. Altrimenti, sarebbe possibile ridurre la frequenza di allenamento delle gambe ad una seduta a settimana e svolgere l'SFP1.0 nelle giornate in cui si allenerebbe normalmente questa parte corporea. In ultima analisi, l'SFP sostituirebbe una delle due sessioni settimanali dedicate alle gambe. Secondo l'autore, solo rispettando queste sue indicazioni si potrebbero trarre i benefici dei protocolli SFP evitando il sovrallenamento. Ciò che è stato detto per l'SFP1.0 vale naturalmente anche per l'SFP2.0. Nel caso si presenti la possibilità di allenare le gambe subito prima del SFP2.0, McDonald mette in guardia dal rischio di potenziali infortuni a carico degli arti inferiori durante l'HIIT finale, a causa del loro pre-affaticamento. Un problema che comunque non si presenta del SFP1.0, dove l'esercizio viene concluso con la prestazione aerobica.

#### Frequenza di allenamento
In tema di frequenza di allenamento, McDonald sembra essere piuttosto rigoroso, indicando normalmente l'esecuzione del SFP per una o due volte nell'arco di una settimana, vista la natura particolarmente stressante del protocollo, facile causa di sovrallenamento. Questo è valido soprattutto tenendo conto che l'SFP è stato concepito per la fase di definizione dei bodybuilder, i quali devono anche alternarlo con l'attività con i pesi. Comunque, le indicazioni sulla frequenza possono variare anche in base al tipo di SFP: l'SFP1.0, nella maggior parte dei casi dovrebbe essere svolto due, o al massimo per tre volte a settimana; mentre per l'SFP2.0 ne viene altamente sconsigliata una frequenza di tre giorni. Comunque dovrebbe essere lasciato almeno un giorno di riposo tra le sedute. McDonald aggiunge che non ci sarebbe alcun motivo per svolgere un SFP anche una sola volta a settimana, alternandolo con altri allenamenti dimagranti.

#### Integrazione
Per favorire una maggiore risposta dimagrante, McDonald suggerisce l'assunzione di tre specifici supplementi la cui attività sinergica dovrebbe portare a potenziare gli effetti del SFP. Si tratta dei già menzionati caffeina, yohimbina e tirosina, supplementi piuttosto popolari nel ambiente fitness. La caffeina, noto stimolante, produce effetti termogenici e lipolitici in proporzione alla dose assunta. La yohimbina è un antagonista adrenergico dei recettori α-2, cioè gli inibitori della lipolisi, favorendo l'attività delle catecolammine e ancora la mobilizzazione dei grassi. La tirosina è un amminoacido precursore degli ormoni tiroidei e delle catecolammine, una famiglia di molecole implicate nell'aumento del metabolismo e nella mobilizzazione del grasso. La tirosina ha dimostrato di accelerare la sintesi di catecolammine. In origine l'autore prescriveva la supplementazione di queste sostanze come parte integrante del protocollo, ma in seguito ritrattò queste dichiarazioni, sostenendo che l'SFP potesse funzionare egregiamente anche senza il loro utilizzo. Egli ne sostiene l'assunzione per migliorare effettivamente le risposte lipolitiche e i risultati indotti dal SFP. In definitiva, la yohimbina inibisce gli α-2 recettori, mentre la caffeina e la tirosina favoriscono l'innalzamento dei livelli di catecolammine durante l'attività.

#### SFP nella dieta chetogenica
Nella sua prima pubblicazione, The Ketogenic Diet (1998), McDonald trattava nel dettaglio degli aspetti dell'allenamento da applicare durante la dieta chetogenica ciclica (CKD) per instaurare più rapidamente la chetosi al termine della ricarica di carboidrati, o per evitare una possibile temporanea interruzione della chetosi indotta dall'aumento della glicemia in risposta agli allenamenti anaerobici. Nel testo egli segnalava che l'esercizio anaerobico ad alta intensità provocasse una grande elevazione dei livelli glicemici a causa dell'importante aumento dell'adrenalina, un ormone responsabile della liberazione del glicogeno epatico. Se da un lato l'aumento della glicemia indotto dall'esercizio anaerobico lattacido può disturbare lo stato di chetosi sul breve termine, in definitiva ciò contribuisce ad instaurare la chetosi sul lungo termine. Durante l'esercizio, nonostante l'aumento dei valori glicemici, l'insulina viene inibita dall'azione delle stesse catecolammine, ma al termine dell'esercizio anaerobico i livelli di adrenalina decrementano e la glicemia continua a rimanere più elevata, causando potenzialmente l'intervento dell'insulina, ormone in grado di inibire temporaneamente la chetosi. Una delle principali differenze tra l'esercizio ad alta (anaerobico) e bassa (aerobico) intensità è che il rilascio di acidi grassi liberi (FFA) viene inibito durante l'esercizio ad alta intensità a causa dell'incremento dell'acido lattico. Poiché è possibile che durante una dieta chetogenica alcuni individui riportino un decremento della concentrazione urinaria di chetoni (chetonuria) o una completa assenza a seguito della prestazione ad alta intensità, questo probabilmente riflette un temporaneo decremento delle concentrazioni di FFA e chetoni e un aumento della glicemia e dell'insulinemia. Inoltre, il largo incremento delle catecolammine (adrenalina e noradrenalina) riduce il flusso sanguigno al fegato, riducendo ulteriormente la disponibilità di FFA per la produzione di chetoni. Quindi, secondo McDonald, anche se l'esercizio ad alta intensità è probabilmente il modo più rapido per instaurare la chetosi grazie al forte effetto glicogenolitico (di deplezione del glicogeno) sul fegato, l'effetto complessivo di questo tipo di esercizio può essere descritto come temporaneamente anti-chetogenico. Per porre soluzione a questo problema, l'autore molti anni prima dell'elaborazione del SFP aveva proposto che a seguito dell'esercizio ad alta intensità (per svuotare le riserve di glicogeno epatico) si sarebbe potuta svolgere un'attività aerobica a bassa intensità al fine di ristabilire l'utilizzo di FFA e la chetosi. In questo caso egli aveva suggerito tra i 10 e i 15 minuti di esercizio aerobico a bassa intensità a seguito dell'attività anaerobica come l'HIIT o i pesi per ristabilire la chetosi tramite una riduzione dei livelli glicemici e un rifornimento di FFA al fegato. È possibile notare che lo svolgimento del protocollo SFP1.0 riesce a rispettare proprio tali suggerimenti durante l'applicazione della dieta chetogenica, per tanto esso può essere sfruttato per questo scopo oltre che per i suoi potenti effetti diretti sulla perdita di grasso nel caso venga seguito un regime alimentare di questo tipo. In sintesi, l'SFP1.0 può essere utilizzato anche durante un periodo di dieta chetogenica per evitare l'eventuale temporanea interruzione della chetosi a seguito degli allenamenti anaerobici. Al contrario, l'SFP2.0 non rispetta propriamente tali principi perché termina con un'attività anaerobica, tuttavia è possibile introdurre una fase di defaticamento (per altro prevista nello stesso) al termine di questo protocollo per ottenere gli stessi effetti. Di conseguenza, se al termine del SFP2.0 viene svolto un defaticamento di 10-15 minuti, anche questo può essere utilizzato per tali scopi.

## Altri metodi cardiofitness
- Steady State Training (SST)
- Cardio-Peripheral Heart Action (Cardio-PHA)
- Power Aerobic Circuit (PAC)
- Circuit Training (CT)
- Tabata Training (o Guerrilla cardio)
- High Intensity Interval Training (HIIT)
- Step-Wise Interval Training
- Spot reduction (SR)
- Aerobic Circuit Training (ACT)
- Aerobica Tonificazione Aerobica (ATA)
- Fartlek
- Concurrent training